# 納爾科納 (印第安納州)
納爾科納（英語：Knarr Corner）是位於美國印第安納州第開特縣的一個非建制地區。該地的面積和人口皆未知。

## 地理
納爾科納的座標為39°18′15″N 85°25′43″W / 39.30417°N 85.42861°W，而該地的平均海拔高度為304米（即997英尺）。